# Antimony (Utah)
Antimony é uma cidade  localizada no estado norte-americano de Utah, no Condado de Garfield.

## Demografia
Segundo o censo norte-americano de 2000, a sua população era de 122 habitantes. 
Em 2006, foi estimada uma população de 112, um decréscimo de 10 (-8.2%).

## Geografia
De acordo com o United States Census Bureau tem uma área de 
26,2 km², dos quais 26,2 km² cobertos por terra e 0,0 km² cobertos por água. Antimony localiza-se a aproximadamente 2049 m acima do nível do mar.

## Localidades na vizinhança
O diagrama seguinte representa as localidades num raio de 48 km ao redor de Antimony. 